# Peter Hook and The Light
I Peter Hook and The Light sono un gruppo rock britannico, fondato nel maggio 2010 dall'ex membro dei Joy Division e dei New Order, Peter Hook. Fanno parte della band anche il figlio di Hook, Jack Bates (basso), Andy Poole (tastiere) e Paul Kehoe (batteria), quest'ultimi due già al fianco di Hook nei Monaco. Della formazione originale faceva parte anche Nat Wason come chitarrista, sostituito nel 2013 da David Potts, altro ex membro dei Monaco.
La band è nota per eseguire i maggiori successi dei Joy Division e dei New Order, entrambe ex band di Hook. Le loro scalette presentano in primo luogo i due album Joy Division, Unknown Pleasures e Closer oppure i primi due album New Order, Movement e Power, Corruption and Lies, a seconda del tour.
Il gruppo ha ricevuto alcune critiche da parte degli altri membri dei New Order, Bernard Sumner, Stephen Morris e Gillian Gilbert, dopo reunion dei New Order senza Hook.

## Storia del gruppo
La band ha eseguito il loro primo concerto il 18 maggio 2010 presso il "Factory Manchester", locale nel centro della città di cui Hook è co-proprietario. Hook ha annunciato che lui e la band avrebbero eseguito live gli album di debutto dei Joy Division Unknown Pleasures, in occasione del trentesimo anniversario dell morte del frontman dei Joy Division Ian Curtis, morto suicida nel 1980. Il live vuole essere come una celebrazione della vita e del lavoro di Ian. Il concerto fu un successo e visto il tutto esaurito, la band annunciò un secondo concerto per il giorno successivo.
Hook aveva originariamente previsto di fare concerti come evento una tantum, ma fu subito sommerso di proposte da tutto il mondo a per esibirsi. Durante l'estate del 2010, la band si esibì in vari festival di tutta Europa, tra cui Europavox in Francia, Moonlight Festival in Italia, Benicassim in Spagna, Paredes de Coura in Portogallo e Vintage a Goodwood e 1234 Festival nel Regno Unito. Nel settembre 2010, la band ha intrapreso il loro primo vero tour da headliner eseguendo 5 concerti in Australia e 2 in Nuova Zelanda, seguiti subito dopo da un tour comprendenti quattro date in Spagna, tre date in Italia e dieci date negli Stati Uniti d'America. Perry Farrell, frontman dei Jane Addiction si unì alla band come cantante ospite durante l'ultima show del tour a Los Angeles, eseguendo Transmission al Music Box a Hollywood.
Nel 2011, la band fece un tour europeo che toccò diversi paesi come Portogallo, Francia, Spagna, Paesi Bassi, Finlandia e Norvegia. Il 18 e 19 maggio 2011, ad un anno esatto dal primo concerto, fu aggiunta alla scaletta il secondo album dei Joy Division, Closer, facendo registrare ancora una volta il tutto esaurito al Factory. Dopo il "debutto" di Closer la band ha iniziato un tour per i maggiori festival europei e per la prima volta in Brasile. Nel settembre dello stesso anno, il gruppo ha realizzato il secondo tour in Nord America, questa volta più ampio, suonando infatti in nove città negli Stati Uniti, seguiti da varie date in Canada, precisamente a Toronto e Montréal. Come nel 2010, Hook ha invitato alcuni artisti ad unirsi a lui sul palco come cantanti ospiti. Perry Farrell si unì nuovanebte alla band al Music Box di Los Angeles, questa volta per cantare Isolation. Moby eseguì un totale di sette canzoni dal vivo nei due show sold out a Los Angeles, mentre a Chicago, Billy Corgan, leader degli Smashing Pumpkins ha cantato insieme alla band Transmission e Love Will Tear Us Apart. Successivamente hanno suonato in tre concerti in Messico, esibendosi a Tijuana, Guadalajara e Città del Messico Anche in terra messicana si è registrato il tutto esaurito. Dopo queste date, la band si prese una breve pausa prima di riprendere il tour a novembre con concerti in Israele, Grecia, Danimarca, Italia e Paesi Bassi.
Nel 2012 sono ripresi i tour in Europa, precisamente in Lussemburgo, Spagna, Germania, Slovacchia, Polonia, Repubblica Ceca, Russia, Finlandia, Norvegia, Svezia e Regno Unito. Successivamente si sono esibiti anche il Giappone. Nella scaletta erano come di consueto presenti i due album dei Joy Division, così come nello speciale show eseguito al Buxton Opera House il 25 febbraio 2012. Erano inoltre presenti tre tracce di Movement, primo album dei New Order- Il primo vero tour inglese della band ha avuto luogo tra maggio e giugno 2012, ed è stata seguita da un secondo tour nel mese di novembre 2012. I "The Light" hanno continuato il tour in Europa con spettacoli sold-out in Belgio, Francia, Paesi Bassi, Italia e Portogallo.

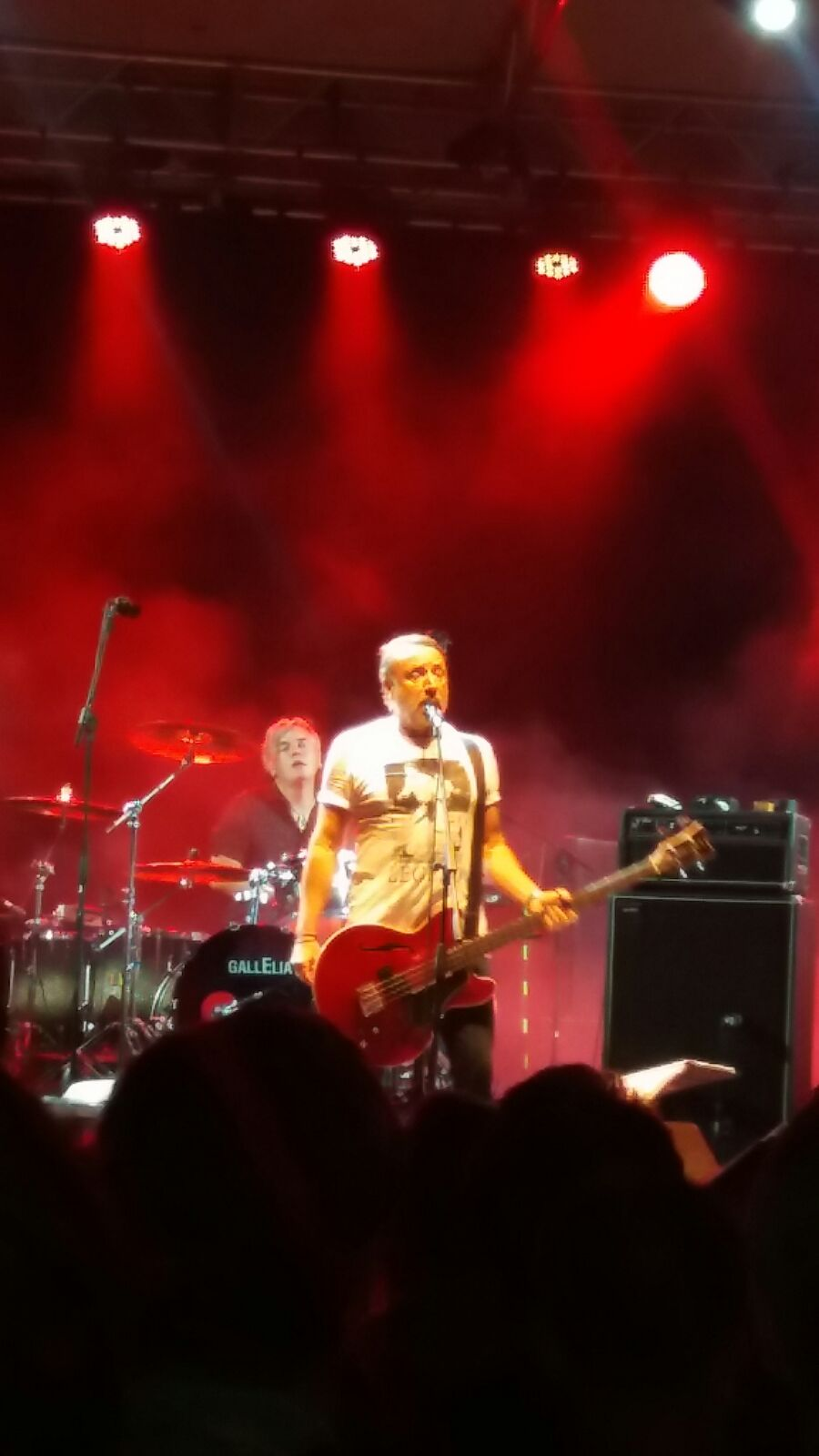
Peter Hook and The Light in concerto a Soliera (MO) il 1º luglio 2016, in occasione del Festival Arti Vive

Nel gennaio 2013, Hook rivolto la sua attenzione sui New Order ed ha eseguito i primi due album Movement e Power, Corruption and Lies in tre date speciali nel Regno Unito. La band ha eseguito un intimo (e tutto esaurito) spettacolo al Club Ifor Bach di Cardiff prima dell'esecuzione di due grandi show sold out al KOKO di Londra e nella prestigiosa Cattedrale di Manchester. Quest'ultimo spettacolo è stato successivamente rilasciato come un album dal vivo. A seguito di questi spettacoli, la band prese una breve pausa prima di riprendere i loro spettacoli, tornato principalmente al materiale dei Joy Division in nuovi paesi, tra cui Slovenia, Croazia, Ungheria, Svizzera e Austria, nonché con le visite di ritorno in Polonia e in Russia. L'estate 2013 si sono esibiti in vari festival tra cui Ejekt 2013 ad Atene, e il 2013 MIDI Festival nel sud della Francia. Il 23 giugno 2013, Peter Hook and The Light hanno eseguito entrambi gli album Joy Division a Macclesfield, città natale di Ian Curtis.
Nel settembre 2013, partì il Movement and Power, Corruption & Lies World Tour, che portò la band sia in Nord e Sud America e poi nel Regno Unito e in Irlanda. Successivamente sono stati in Grecia per eseguire il Unknown Pleasures e Closer ad Atene e Salonicco.
In seguito al Movement and Power, Corruption & Lies World Tour, il gruppo ha intrapreso un tour in Nord America, eseguendo il terzo e quarto album dei New Order Low-Life e Brotherhood.
Nel febbraio 2015 la band torna in Australia e Nuova Zelanda, dove eseguì una selezione di 50 minuti di tracce dei Joy Division, i già citati album Low-Life e Brotherhood dei New Order e vari singoli di quest'ultima band. Il 18 maggio 2015, si esibirono in una performance retrospettiva completa di tutto il materiale dei Joy Division, in ordine cronologico, a Macclesfield. Questo è stato per celebrare il trentacinquesimo anniversario della morte di Ian Curtis. I biglietti per l'evento furono esauriti in pochi minuti.
Anche nel 2016 i Peter Hook and The Light sono tornati in tour toccando diversi paesi tra cui l'Italia (tre date a Soliera, Giulianova e Lecce), il Messico e il Giappone.

## Formazione

### Formazione attuale
- Peter Hook - voce, basso, chitarra, melodica, tastiere, batteria elettronica (2010–presente)
- Jack Bates - basso, batteria elettronica, piatti, campanaccio (2010–presente)
- Paul Kehoe - batteria, tastiere, sintetizzatore, sequencer (2010–presente)
- Andy Poole - tastiere, cori, sintetizzatore, sequencer, vocoder (2010–presente)
- David Potts - chitarra, cori, tastiere, sintetizzatore (2013–presente)

### Ex componenti
- Nat Wason - chitarra (2010-2013)

## Discografia
- EP
  - 2011 - 1102 | 2011
- Live
  - 2010 - Peter Hook's The Light Perform "Unknown Pleasures" Live At Goodwood
  - 2011 - Unknown Pleasures · Live In Australia
  - 2015 - So This Is Permanence